# Metapone jacobsoni
Metapone jacobsoni är en myrart som beskrevs av W. C. Crawley 1924. Metapone jacobsoni ingår i släktet Metapone och familjen myror. Inga underarter finns listade i Catalogue of Life.